# Дієго Полента
Дієго Полента (ісп. Diego Polenta, нар. 6 лютого 1992, Монтевідео) — уругвайський футболіст, захисник клубу «Насьйональ».

## Клубна кар'єра
Народився 6 лютого 1992 року в місті Монтевідео. Вихованець юнацької команди «Данубіо». Його здібності справили враження на італійський клуб «Дженоа», до молодіжної команди якого він був переведений в липні 2008 року.
У дорослому футболі дебютував 2010 року виступами за «Дженоа». Відіграв за генуезький клуб наступний сезон, проте зіграв лише в одному матчі чемпіонату, граючи здебільшого за дублюючу команду.
З 2011 року протягом трьох сезонів на правах оренди захищав кольори «Барі», що виступав у Серії В. Там уругваєць зіграв у 83 матчах і забив 4 голи.
Влітку 2014 року повернувся на батьківщину, де на правах оренди грав за «Насьйональ». По завершенні оренди влітку 2015 року столичний клуб викупив контракт гравця. Відтоді встиг відіграти за команду з Монтевідео 23 матчі в національному чемпіонаті.

## Виступи за збірні
2007 року дебютував у юнацькій збірній Уругваю, в складі якої брав участь у юнацькому чемпіонаті світу 2009 року.
2011 року залучався до складу молодіжної збірної Уругваю, разом з якою брав участь у молодіжному чемпіонаті Південної Америки 2011 року та молодіжному чемпіонаті світу 2011 року. На молодіжному рівні зіграв у 8 офіційних матчах, забив 2 голи.
2012 року захищав кольори олімпійської збірної Уругваю на Олімпійських іграх 2012 року у Лондоні.

## Статистика виступів

### Статистика клубних виступів
| Сезон             | Команда           | Чемпіонат         | Чемпіонат | Чемпіонат | Національний кубок | Національний кубок | Національний кубок | Континентальні кубки | Континентальні кубки | Континентальні кубки | Інші змагання | Інші змагання | Інші змагання | Усього | Усього |
| Сезон             | Команда           | Ліга              | Ігор      | Голів     | Ліга               | Ігор               | Голів              | Ліга                 | Ігор                 | Голів                | Ліга          | Ігор          | Голів         | Ігор   | Голів  |
| ----------------- | ----------------- | ----------------- | --------- | --------- | ------------------ | ------------------ | ------------------ | -------------------- | -------------------- | -------------------- | ------------- | ------------- | ------------- | ------ | ------ |
| 2010–11           | «Дженоа»          | A                 | 1         | 0         | КІ                 | 0                  | 0                  | -                    | -                    | -                    | -             | -             | -             | 1      | 0      |
| 2011–12           | «Барі»            | B                 | 17        | 0         | КІ                 | 0                  | 0                  | -                    | -                    | -                    | -             | -             | -             | 17     | 0      |
| 2012–13           | «Барі»            | B                 | 36        | 1         | КІ                 | 0                  | 0                  | -                    | -                    | -                    | -             | -             | -             | 36     | 1      |
| 2013–14           | «Барі»            | B                 | 30+3      | 3+1       | КІ                 | 0                  | 0                  | -                    | -                    | -                    | -             | -             | -             | 33     | 4      |
| Усього за «Барі»  | Усього за «Барі»  | Усього за «Барі»  | 83+3      | 4+1       |                    | 0                  | 0                  |                      |                      |                      |               |               |               | 86     | 5      |
| 2014–15           | «Насьйональ»      | ПД                | 24        | 0         | -                  | -                  | -                  | КЛ                   | 1                    | 0                    | -             | -             | -             | 25     | 0      |
| 2015–16           | «Насьйональ»      | ПД                | 15        | 0         | -                  | -                  | -                  | ПАК                  | 2                    | 0                    | -             | -             | -             | 17     | 0      |
| Усього за кар'єру | Усього за кар'єру | Усього за кар'єру | 126       | 5         |                    | 0                  | 0                  |                      | 3                    | 0                    |               |               |               | 129    | 5      |

## Титули і досягнення
- Чемпіон Уругваю (1):

«Насьйональ»: 2016
- Чемпіон Парагваю (1):

«Олімпія»: 2020 К
- Володар Суперкубка Уругваю (1):

«Насьйональ»: 2025